# Létai András
Létai András (Élesd, 1884. február 17. – 1978. szeptember 4.) magyar vasdiplomás építészmérnök, rákosmezei repülőgép-kísérletező, felső építőipari iskolai tanár, a magyar repülés úttörője.

## Életpálya
Létai András és Tóth Julianna fiaként született. Egyike volt a három Létai fivérnek, akik nagy szerepet játszottak a magyar aviatika történetében. A másik két testvér: Létai Sándor és Létai Lajos építészmérnök. A Magyar Aero Club meghívására Blériot 1909. október 17-én mintegy 200 000 néző előtt nagy sikerű bemutatót tartott a Budapest-Kispest közötti katonai gyakorlótéren. A bemutató hatására a Rákosmezőn  megindult a magyar motoros repülés. Elsők között tervezett a fa hangárvárosban. 1910 és 1914 között dolgozott Rákosmezőn, a rákosi pilóták számára épített gépeket. A repülőgépei szerkezete, műszaki szerkesztés nélkül, pusztán a Blériot féle gép, valamint az 1910-es Budapesti Nemzetközi Verseny gépeinek alapos tanulmányozása után készült. 1921. február 8-án házasságot kötött Katona Juliannával, Katona Ferenc és Nemes Erzsébet lányával.

### Gépeik
- Első gépük a Létai I. felsőszárnyas monoplán, 24 lóerős (LE) Adorján-Dedics Kálmán motorral felszerelve. Törzse felül hegyes, háromszög keresztmetszetű acélcső-szerkezet.
- Második gépük a Létai II. hasonló az elsőhöz, de 60 lóerős Dedics-csillagmotorra ellátott.
- Harmadik gépük a Létai III. másfélszárnyas sextiplán, kétüléses megfigyelő gép 60 lóerős Dedics-csillagmotorral készült. Repülőgépeinek Minár Gyula pilóta volt a berepülője, aki aztán ezzel a géppel tette le a pilótavizsgát.
- Negyedik gépük a Létai IV.

Repülőgépük 1912-ben indult első versenyén, Rákosmezőn, a Szent István napi versenyen. 1914-ben Pivny Aladár Pöstyénben rendezett repülőversenyt, osztrák és magyar repülők részvételével. A három fivér ekkor mutatta be az első hazai készítésű, működőképes repülőgépet, mellyel 1914. július 28-án repülő időtartam versenyen kétszeres első díjban részesült. 1 óra 20 perces repüléssel megnyerte a versenyt és ezen felül különdíjat nyert, mivel a gép teljes egészében magyar gyártmányú volt. Dedics Kálmán által szerkesztett héthengeres csillagmotor volt az erőgép.
A háború mindent tönkre tett, véget is értek az ígéretes próbálkozások. A fivérek két ország területére kerültek. Sándor és András Budapesten maradt, míg Lajos 1920 után visszaköltözött Élesdre (Romániába).

## Szakmai sikerek
- arany, gyémánt és vas diplomás építészmérnök,
- a magyar építőipar kiváló dolgozója,
- a pöstyéni repülőverseny kétszeres díjat nyert repülőgép modelljéről készült fénykép, ki van állítva a Budapesti Közlekedési Múzeum, a repüléstörténetet bemutató épületében,

## Külső hivatkozások
- Létai András. rakosmente.hu. [2012. január 29-i dátummal az eredetiből archiválva]. (Hozzáférés: 2012. január 26.)
- Létai András. afelhokkatonai.hu. (Hozzáférés: 2012. január 26.)[halott link]